# Elisabeth Schnack/Übersetzungen
Elisabeth Schnack übersetzte die folgenden, vorrangig englischsprachigen Werke ins Deutsche:

## A
- Peter Abrahams

Wilder Weg, München 1952
- Kingsley Amis

Glück für Jim, Zürich 1957
- Reginald Arkell

Blumen für Lady Charteris, Zürich 1954

## B
- Jane Barlow

Weihnachten im ärmsten Dorf der Welt, Kempten (Allgäu) 1955
- Herbert E. Bates

Liebe um Lydia, Bern 1953
Liebeswende, Bern 1954
Der schlaflose Mond, Bern 1956
Eine Sommernachtsliebe, Düsseldorf 1996
- Ambrose Bierce

Hinter der Wand, Frankfurt am Main 1991
Mitten im Leben sind wir vom Tod umfangen, Frankfurt am Main 1978
- John Peale Bishop

Jeder tötet was er liebt, Stuttgart 1971
- Elizabeth Bowen

Ein Abschied, München 1958
Seine einzige Tochter, Olten 1973
Das Bilderbuch von Nellie Blei, Zürich 1973
Ferien im Wundergarten, Zürich 1975
Zum Tee bei Tante Anna, Zürich 1976

## C
- George Washington Cable

Die Grandissimes, Zürich 1976
Madame Delphine von New Orleans, Zürich 1981
- Erskine Caldwell

Der Neger im Brunnen (The Negroe in the Well), Zürich 1959
- Truman Capote

Eine Weihnachts-Erinnerung, Wiesbaden 1967
- Willa Cather

Alexanders Brücke. Mein ärgster Feind, München 1992
Eine alte Geschichte, Einsiedeln 1962
Das Haus des Professors, Einsiedeln 1961
Lucy Gayheart, Einsiedeln 1957
Saphira, Einsiedeln 1955
Schatten auf dem Fels, Köln 1956
Traum vergangener Zeit, Einsiedeln 1964
Vor dem Frühstück und andere Erzählungen, Einsiedeln 1963
- Rebecca Caudill

Ein Weihnachtswunder in Amerika, Zürich 1975
- Frank Conibear

Das Buch der Wildnis, Einsiedeln 1957
Der kluge Schwarzbiber, Frankfurt am Main 1980
- Gordon Cooper

Das Gold der Jahrtausende, Einsiedeln 1953

## D
- Warwick Deeping

Das Herz läßt sich nicht täuschen, Bern 1960
Heute Adam, morgen Eva, Gütersloh 1954
- David Dodge

Le Chat sucht le chat, Rüschlikon 1954
- Edmund Downey

Frank und Geraldine, Zürich 1965
- Edward John Moreton Drax Plunkett Dunsany

An enemy of Scotland Yard and other whodunits, München 1985
Jorkens borgt sich einen Whisky, Zürich 1957
Smetters erzählt Mordgeschichten, Zürich 1958

## F
- John Faulkner

Mein Bruder Bill, Stuttgart 1966
- William Faulkner

Brandstifter, Zürich 1972
Briefe, Zürich 1980
Dürrer September, Zürich 1968
Der große Wald, Stuttgart 1964
Das Haus, Zürich 1960
Jagdglück, Zürich 1956
Meistererzählungen, Zürich 1970
Eine Rose für Emily, Zürich 1959, 1972
Rotes Laub, Zürich 1972
Schwarze Musik, Zürich 1972
Sieg im Gebirge, Zürich 1967
Die Spitzbuben, Zürich 1963
Der Springer greift an, Zürich 1962
Die Stadt, Zürich 1958
Der Wunschbaum, Stuttgart 1969
- Jeffrey Finestone

Die letzten Fürstenhöfe Europas, Zürich 1981
- Zelda Fitzgerald

Darf ich um den Walzer bitten?, Olten 1972
- Minnie Freeman-Aodla

Tochter der Innuit, Rüschlikon 1980
- Brian Friel

Das Strohwitwensystem, Zürich 1970

## G
- William Gerhardie

Vergeblichkeit, Zürich 1975
- Carline Gordon

Die versteinerte Frau (The Petrified Woman), Zürich 1959
- William Goyen

Der diebische Steppenwolf, Frankfurt am Main 1963
Erzählungen, Zürich 1974
Geist und Fleisch, Zürich 1955
Im fernsten Land, Frankfurt am Main 1957
Mein Buch von Jesus, Zürich 1973
Nester in einem Steinbild, Zürich 1984
Der weiße Hahn, Zürich 1955
Zamour und andere Erzählungen, Berlin 1956
- Graham Greene

Vom Paradox des Christentums, Zürich 1952

## H
- Thomas Hardy

Die Rückkehr, Zürich 1955
- Lafcadio Hearn

Kwaidan und andere Geschichten und Bilder aus Japan, Zürich 1973
- James Hilton

Wir sind nicht allein, Zürich 1953
- Langston Hughes

Der Sturm (The Storm), Zürich 1959

## J
- Sarah Orne Jewett

Das Land der spitzen Tannen, Zürich 1961
Der weiße Reiher und andere Erzählungen aus dem Land der spitzen Tannen, Zürich 1966
- Josephine Johnson

Mathilda Zürich 1959
- Georg Johnston

Das Tal des träumenden Phönix, München 1951

## K
- Ahmad Kamal

Männer im Meer, Zürich 1954
- David Kidd

Das Tor des Himmlischen Friedens, Stuttgart 1965
- Benedict Kiely

Die Karten des Spielers, Berlin 1975
- Clare Kipps

Clarence, der Wunderspatz, Zürich 1956

## L
- David Lasker

Der kleine Musikant, Zürich 1979
- Joe Lasker

Herrlich und in Freuden, Zürich 1977
- Marghanita Laski

Wer sucht wird gefunden, Zürich 1954
- D. H. Lawrence

Briefe, Zürich 1979
Der Fremdenlegionär, Zürich 1975
Der Mann, der gestorben war, Leipzig 1990
Pornographie und Obszönität und andere Essays über Liebe, Sex und Emanzipation, Zürich 1971
Zwei blaue Vögel und andere Erzählungen, Zürich 1965 (mit Martin Beheim-Schwarzbach)
Der letzte Zar, Zürich 1983

## M
- David Macaulay

Es stand einst eine Burg, Zürich 1978
- Betty MacDonald

Die Insel und ich, Bern 1956
- John MacGahern

Abschiednehmen, Frankfurt am Main 1984
Das Dunkle, Köln 1969
Die Polizeiküche oder Der Mensch verlöscht wie ein Licht, Frankfurt am Main 1978
- Walter Macken

Frisch weht der Wind, Zürich 1952
- Compton Mackenzie

Fast Leute vom Land, Köln 1956
Ein Häuschen auf dem Lande, München 1967
Der Herr im Hochmoor, Einsiedeln 1953
Herrlich und in Freuden, Einsiedeln 1959
Das Whiskey-Schiff, Einsiedeln 1952
- Francis MacManus

Der Bischof von Dunmore, Zürich 1955
- Katherine Mansfield

The garden-party and other stories, München 1977
Sämtliche Erzählungen, Band 1 und 2, Köln 1980
- William Marsh

Die schmutzige Emma (Dirty Emma), Zürich 1959
- William Somerset Maugham

Triumph der Liebe, Bern 1957
- Murray McCain

Ein Buch  ist wie ein Freund, Olten 1966
- Carson McCullers

Die Ballade vom traurigen Café, Zürich 1961, u. a. mit A Tree, a Rock, a Cloud
Madame Zilensky und der König von Finnland, Zürich 1974
Der Marsch, Zürich 1968
Sämtliche Erzählungen, Zürich 1970
Uhr ohne Zeiger, Zürich 1962
Wunderkind, Zürich 1974
- Herman Melville

Bartleby, der Schreibgehilfe, Zürich 2002
- John Patrick Montague

Anlaß zur Sünde, Zürich 1969
- Brian Moore

Insel des Glaubens, Düsseldorf 1975
- George Moore

Ein Drama in Musselin, Zürich 1978
Stadt und Land, Zürich 1964
- Farley Mowat

Innuit. Vom Mut der Eskimo. Rüschlikon 1977 u.ö. (wieder als Der Schneewanderer, Zürich 1997)

## O
- Joyce Carol Oates

Bellefleur, Stuttgart 1982
Engel des Lichts, Stuttgart 1984
Die Schwestern von Bloodsmoor, Stuttgart 1987
- Edna O’Brien

Das Liebesobjekt, Zürich 1972
X, Y & Zee oder Deine Freundin ist bezaubernd, Zürich 1972
- Mary Flannery O’Connor

Ein Kreis im Feuer, Hamburg 1961
- Frank O’Connor

Bitterer Whisky, Frankfurt am Main 1962
Einziges Kind, Zürich 1964
Er hat die Hosen an, München 1957
Geschichten, Zürich 1967
Die lange Straße nach Ummera, Zürich 1959
Mein Ödipus-Komplex, Zürich 1976
Meines Vaters Sohn, Zürich 1970
Die Reise nach Dublin, Zürich 1961
Der Trunkenbold, Stuttgart 1963
Und freitags Fisch, Zürich 1958
- Michael O’Donovan

Hochzeit, Zürich 1971
- Eileen O’Faolain

Die kleine Henne Genoveva, Einsiedeln 1951
- Seán O’Faoláin

Dividenden, Zürich 1969
Der Einzelgänger, Zürich 1963
Der erste Kuß, München 1958
Erste und letzte Liebe, Köln 1951
auch als Komm heim nach Irland, Einsiedeln 1964
Lügner und Liebhaber, Zürich
Ein Nest voll kleiner Leute, Zürich 1966
Sünder und Sänger, Zürich 1960
Trinker und Träumer, Zürich
- Liam O’Flaherty

Armut und Reichtum, Zürich 1976
Die Landung, München 1959
Silbervogel, Zürich 1961
Der Stromer, Stuttgart 1965
Der Stromer. 21 Erzählungen aus Irland, Frankfurt am Main 1975 (andere Zusammenstellung)
Tiergeschichten, Zürich 1979
Das Zicklein der Wildgeiß, München 1958

## P
- Pablo Picasso

Wort und Bekenntnis. Die gesammelten Dichtungen und Zeugnisse. Zürich 1960 (mit Paul Celan)
- Helen Piers

Der Frosch und die Wasserspitzmaus, Zürich 1981
Schmetterlings Abenteuer, Zürich 1976
Die Schneckenreise, Zürich 1974
- Katherine Anne Porter

Aus alter Zeit (The Old Order), Zürich 1959
- James F. Powers

Am späten Abend, Olten 1959
Fürst der Finsternis, Olten 1957
Ol' Man River, Olten 1958
Die Streitaxt, München 1958
Der Teufel und der Pfarrvikar, Freiburg im Breisgau 1961
- Theodore F. Powys

Mister Westons guter Wein, Olten 1969 (mit Hermann Stresau)
- Victor S. Pritchett

Das rote Motorrad, München 1959

## R
- Marjorie Kinnan Rawlings

Benny und die Hühnerhunde (Benny and the Bird-Dogs), Zürich 1959
- Ernest Raymond

Wer das Gesetz übertritt ..., Hamburg 1957
Wir, die Angeklagten, Zürich 1958
- Maurice Rowdon

Ringlinie West, Berlin 1956
- John Ruskin

Der König vom goldenen Wildbach, Zürich 1978

## S
- Jerome D. Salinger

Für Esmé – mit Liebe und Unrat, München 1959
Kurz vor dem Krieg gegen die Eskimos und andere Kurzgeschichten, Köln 1961 (mit Annemarie Böll und Heinrich Böll)
- William Saroyan

Trost in der Tasche, Zürich 1958 (mit Ursula von Wiese)
- Olive Schreiner

Geschichte einer afrikanischen Farm, Zürich 1964
- Ingrid Schubert

Frösche, Fritz und Schraubenzahn, Zürich 1983
Ein Krokodil unterm Bett, Zürich 1980
Sieben freche Nachtgespenster, Zürich 1984
- Ronald Searle

Manch Mägdelein erkühnet sich, Zürich 1954
- Jacqueline Seymour

Bäume, München 1978
Wildblumen, München 1978
- Carolyn Sloan

Fred ist eine Malerkatze, München 1972
Der Pinguin und der Staubsauger, Zürich 1975
- Elinor Goulding Smith

Die perfekte Hausfrau, Zürich 1957
- Edith Oenone Somerville

Die wahre Charlotte, Zürich 1954
- Muriel Spark

Die Ballade von Peckham Rye, Zürich 1961
Junggesellen, Zürich 1961
Der Seraph und der Sambesi und andere Erzählungen, Zürich 1963 (mit Peter Anujack)
- Jean Stafford

Die Geschwister, Einsiedeln 1958
Das Katharinenrad, Einsiedeln 1959
Klapperschlangenzeit, Einsiedeln 1965
Ein Wintermärchen und andere Erzählungen, Einsiedeln 1960
- Mark Steadman

Schwarze Chronik, Hamburg 1975
- Gertrude Stein

Autobiographie von Alice B. Toklas, Zürich 1955
- Frank R. Stockton

Die Lady – oder der Tiger?, Zürich 1982
- Francis Stuart

Der weiße Hase, Zürich 1972
- Jesse Stuart

Schlangenhochzeit (Dawn of remembered Spring), Zürich 1959
- John M. Synge

Die Aran-Inseln, Zürich 1981

## T
- Peter Taylor

Eine Frau aus Nashville (A Woman from Nashville), Zürich 1959
- William Makepeace Thackeray

Jahrmarkt der Eitelkeit, Zürich 1959
- Krystyna Turska

Bartek und seine Ente, Zürich 1973
Der Zauberer von Krakau, Zürich 1975

## U
- Tomi Ungerer

Der Mondmann, Zürich 1966

## V
- John Vanbrugh

Der Rückfall oder Die gefährdete Tugend, Frankfurt am Main 1980

## W
- Hugh Walpole

Zug ans Meer, München 1958
- Maurice Walsh

Der Schlüssel über dem Tor, Einsiedeln 1954
- Robert Penn Warren

Überschwemmung in den Tabakfeldern (Blackberry Winter), Zürich 1959
- Evelyn Waugh

Die große Meldung, Zürich 1953
Kleiner Abendspaziergang, Zürich 1959 (mit Ursula von Wiese)
Und neues Leben blüht aus den Ruinen, Zürich 1955
Die Hochzeit, Zürich 1962
Mein Onkel Daniel, Zürich 1958
- Eudora Welty

Livvie, Zürich 1959
- Anthony C. West

Wo der Strom endet und andere Geschichten, München 1963
- Oscar Wilde

Kleiner Seitensprung, Zürich 1954
- Tennessee Williams

Bildnis eines Mädchens in Glas (Portrait of a Girl in Glass), Zürich 1959

## Y
- Jane Yolen

Der Knabe mit den wundersamen Flügeln, Zürich 1974